# ورژ بخشی
ورژ بخشی (؛ زاده ۱۳۴۱ در تهران) بازیکن فوتبال بازنشسته در پست هافبک ارمنی‌تبار اهل ایران است که در لیگ استان تهران و لیگ آزادگان بازی کرد.

## زندگی‌نامه
متولد سال ۱۳۴۱ در تهران می‌باشد. ورزش را در تیم باشگاه ورزشی شاه‌عزیز شروع کرده‌است. در نوجوانی در سال ۱۳۶۱ به تیم باشگاه ورزشی آرارات منتقل شده و در تیم جوانان باشگاه بازی کرده‌است. پس از ۵ سال بازی در باشگاه آرارات در سال ۱۳۶۷ در زمان خدمت سربازی وارد تیم ارتش شده و در آنجا تمرینات خود را ادامه داده‌است. تیم برای شرکت در مسابقات ارتش‌های جهان قصد مسافرت به ایتالیا را داشته ولی به دلایلی از رفتن منصرف شده‌است که تمرینات ورزشکاران بی‌نتیجه ماند. در سال ۱۳۷۰ دو دوره در تیم کلنی تهران بازی کرده‌است. همزمان به تیم ملی دعوت شده‌است ولی به دلایل شخصی نتوانست در تمرینات حاضر شود. تا سال ۱۳۷۴ در تیم باشگاه آرارات بازی کرده‌است. هم‌اکنون که از بازی کناره‌گیری نموده باشگاه آرارات را ترک نکرده و در کادر سرپرستی مشغول همکاری است.

## باشگاهی
از باشگاه‌هایی که در توپ زده‌است می‌توان آرارات تهران و نیووی زمینی تهران را اشاره کرد.